# Barbora Krejčíková
Barbora Krejčíková (* 18. prosince 1995 Brno) je česká profesionální tenistka, celkově dvanáctinásobná grandslamová vítězka, bývalá světová dvojka ve dvouhře a světová jednička ve čtyřhře, když na této pozici strávila ve třech obdobích devatenáct týdnů. Na Letních olympijských hrách 2020 se s Kateřinou Siniakovou stala olympijskou vítězkou v ženské čtyřhře. Obě tak pro Česko získaly první zlatou medaili zpod pěti kruhů v tenise.
Na French Open 2021 ovládla dvouhru a po boku Siniakové i čtyřhru, což se v jediném ročníku naposledy předtím podařilo Mary Pierceové v roce 2000. Druhý singlový grandslam vybojovala ve Wimbledonu 2024. Se Siniakovou triumfovala také na French Open 2018, ve Wimbledonu 2018 a 2022, Australian Open 2022 a 2023, stejně jako na Turnaji mistryň 2021. Titulem na US Open 2022 zkompletovaly kariérní grandslam, kariérní Zlatý Slam a jako první ženský pár v historii dovršily i kariérní Super Slam. Staly se tak pátou dvojicí otevřené éry s alespoň sedmi grandslamovými tituly. V letech 2019, 2020 a 2021 vyhrála jako první hráčka od výkonu Margaret Courtové ze sezón 1963–1965 smíšenou čtyřhru Australian Open třikrát za sebou.
Od října 2018 do ledna 2019 byla světovou jedničkou ve čtyřhře, jíž se spolu se Siniakovou staly jako pátá a šestá Češka, respektive čtyřicátá a čtyřicátá první hráčka od zavedení klasifikace v roce 1984. Vytvořily tak čtrnáctou dvojici na vrcholu. Do čela deblové klasifikace se dvakrát vrátila v létě, respektive na podzim 2021. V závěru sezóny 2023 Siniaková iniciovala ukončení jejich deblové spolupráce. Na začátku sezóny 2024 se její deblovou partnerkou stala Němka Laura Siegemundová.
Ve své dosavadní kariéře na okruhu WTA Tour vyhrála osm singlových a devatenáct deblových turnajů včetně dvouhry na Dubai Tennis Championships 2023 z kategorie WTA 1000. V sérii WTA 125 ovládla čtyřhru v Limoges. V rámci okruhu ITF získala čtrnáct titulů ve dvouhře a devatenáct ve čtyřhře. Na žebříčku WTA byla nejvýše ve dvouhře klasifikována v únoru 2022 na 2. místě a ve čtyřhře v říjnu 2018 na 1. místě. V srpnu 2023 navázala spolupráci s Pavlem Motlem, se zkušenostmi z amerického univerzitního tenisu na Middle Tennessee State University. V letech 2014–2017 ji vedla Jana Novotná, v roce 2018 Petr Kovačka a v období 2018–2023 Aleš Kartus.
V českém týmu Billie Jean King Cupu debutovala v roce 2019 ostravským čtvrtfinálem Světové skupiny proti Rumunsku, v němž se Siniakovou prohrála rozhodující čtyřhru. Češky tak odešly poraženy 2:3 na zápasy. Ve Fed Cupu 2018 se stala členkou vítězného týmu, když byla poprvé nominována do pražského finále proti Spojeným státům, ale neodehrála žádné utkání. Do roku 2025 v soutěži nastoupila k osmi mezistátním utkáním s bilancí 2–3 ve dvouhře a 3–2 ve čtyřhře.
V letech 2018, 2021 a 2022 vytvořila s Kateřinou Siniakovou deblový pár roku WTA a obě se staly také mistryněmi světa ITF. V letech 2021 a 2024 vyhrála hlavní kategorii české tenisové ankety Zlatý kanár.

## Juniorská kariéra
V juniorském tenise získala se Siniakovou tři deblové grandslamy, když triumfovaly na French Open 2013, ve Wimbledonu 2013 a US Open 2013. Jako poražená finalistka skončila po boku Ukrajinky Olexandry Korašviliové ve čtyřhře Australian Open 2013. V roce 2013 vyhrála dvouhru i čtyřhru na Evropském juniorském šampionátu do 18 let ve švýcarském Klostersu.

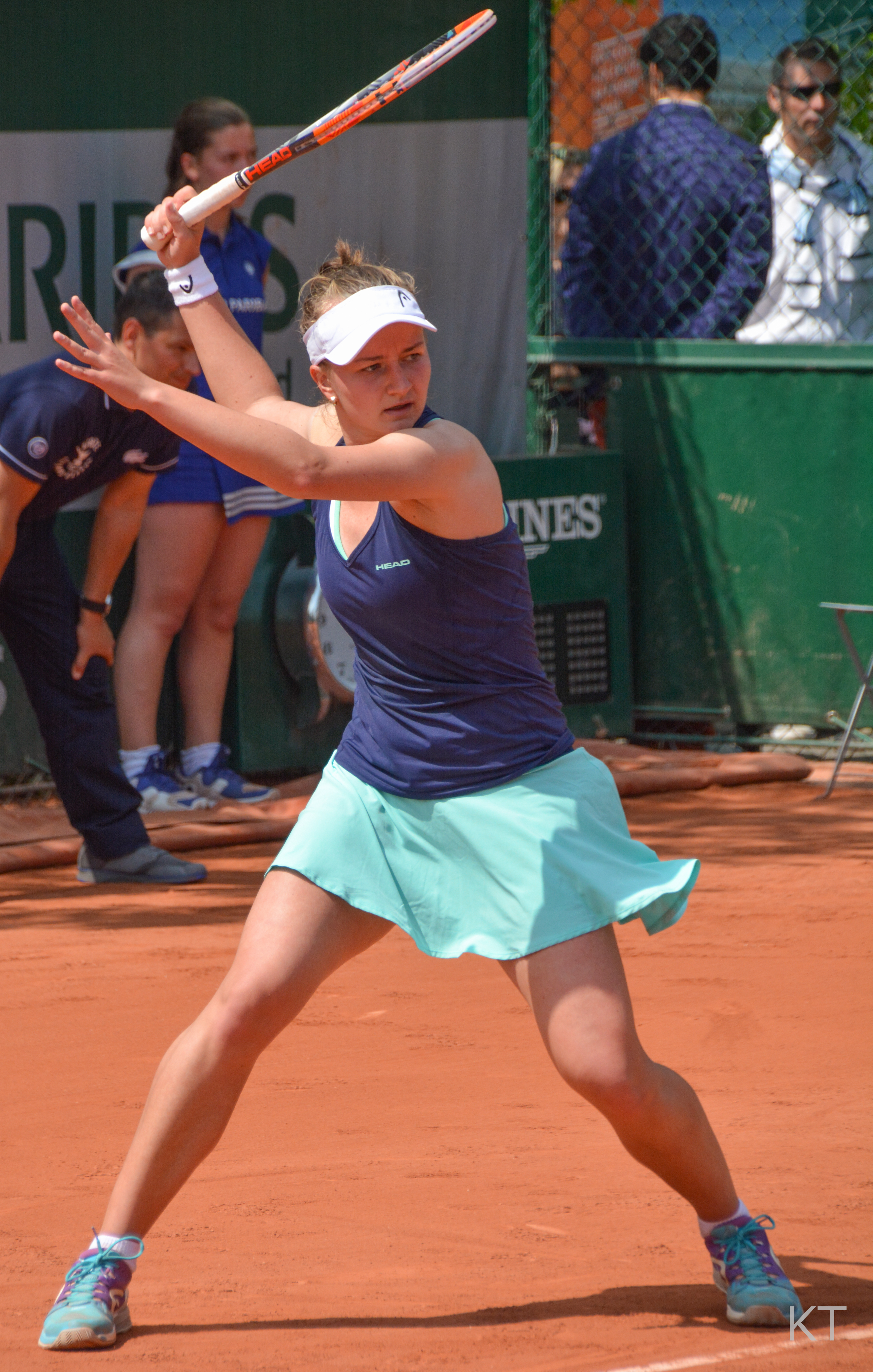
Forhend na French Open 2016

První ženský turnaj na okruhu ITF odehrála v červenci 2010 ve slovenských Piešťanech. V září 2011 vyhrála premiérový turnaj na této úrovni tenisu na osijecké události, když triumfovala s Anetou Dvořákovou ve čtyřhře. Probojovala se také do finále dvouhry, kde podlehla Chorvatce Petře Sunićové ve třech setech.
Na juniorském kombinovaném žebříčku ITF byla nejvýše postavená v říjnu 2013 na 3. příčce.

## Profesionální kariéra
Do sezóny 2016 hrála za Slovan Ivančice, s výjimkou let 2012–2014 strávených v TK Agrofert Prostějov. Mezi roky 2017–2019 nastupovala za TK Precheza Přerov, než se opět vrátila do ivančického klubu.

### 2014–2015
Debutové finále na okruhu WTA Tour odehrála na říjnovém BGL Luxembourg Open 2014 v Lucemburku. Po boku krajanky Lucie Hradecké nestačily v zápase o deblovou trofej na dvojici Timea Bacsinszká a Kristina Barroisová. První titul pak vybojovala ve čtyřhře Coupe Banque Nationale 2015, zářijového turnaje v Québecu. S Belgičankou Anou-Sophií Mestachovou ve finále zdolaly argentinsko-polský pár María Irigoyenová a Paula Kaniová.
Na nejvyšší grandslamové úrovni hrála v průběhu sezón 2014 a 2015 singlové kvalifikace. V hlavní soutěži debutovala ženskou čtyřhrou French Open 2015, kde se její partnerkou stala Němka Julia Görgesová. V úvodním kole však uhrály jen tři gamy na nejlepší světovou dvojici Martina Hingisová a Sania Mirzaová.

### 2016
Do prvního grandslamového semifinále postoupila v ženské čtyřhře French Open, kde hrála po boku Kateřiny Siniakové. Vyřadily také světové jedničky Martinu Hingisovou se Sanií Mirzaovou, kterým oplatily čtvrtfinálovou porážku z dubnového Porsche Tennis Grand Prix, či nasazené šestky a krajanky Andreu Hlaváčkovou s Lucií Hradeckou. Před branami finále je zastavil sedmý nasazený pár Jekatěrina Makarovová a Jelena Vesninová z Ruska.

### 2017
Do premiérového čtvrtfinále dvouhry okruhu WTA Tour se probojovala jako 254. hráčka žebříčku na květnové antuce norimberského Nürnberger Versicherungscupu. Po kvalifikačních výhrách nad krajankami Jesikou Malečkovou a Petrou Krejsovou si poprvé v probíhající sezóně zahrála hlavní soutěž a celkově poosmé. V úvodních dvou kolech hlavní soutěže jí soupeřky skrečovaly v průběhu druhých sad. Nejdříve rumunská kvalifikantka Alexandra Cadanțuová, která prohrávala 2–5 ve druhém setu. Poté také favorizovaná Němka Laura Siegemundová, jež si za příznivého stavu 6–4 a 5–5 poranila koleno a byla z dvorce odnesena na nosítkách. Mezi poslední osmičkou pak odvrátila pět mečbolů německé hráčky Cariny Witthöftové. V rozhodující sadě semifinále udělila Rumunce Soraně Cîrsteaové „kanára“ a probojovala se do závěrečného zápasu turnaje. V něm nestačila na nejvýše nasazenou Nizozemku a obhájkyni trofeje Kiki Bertensovou, když za 56 minut uhrála jen tři hry. V následném vydání žebříčku WTA se posunula na 142. příčku, dvě místa za kariérním maximem.

### 2018: Dva tituly na grandslamech a světová jednička ve čtyřhře

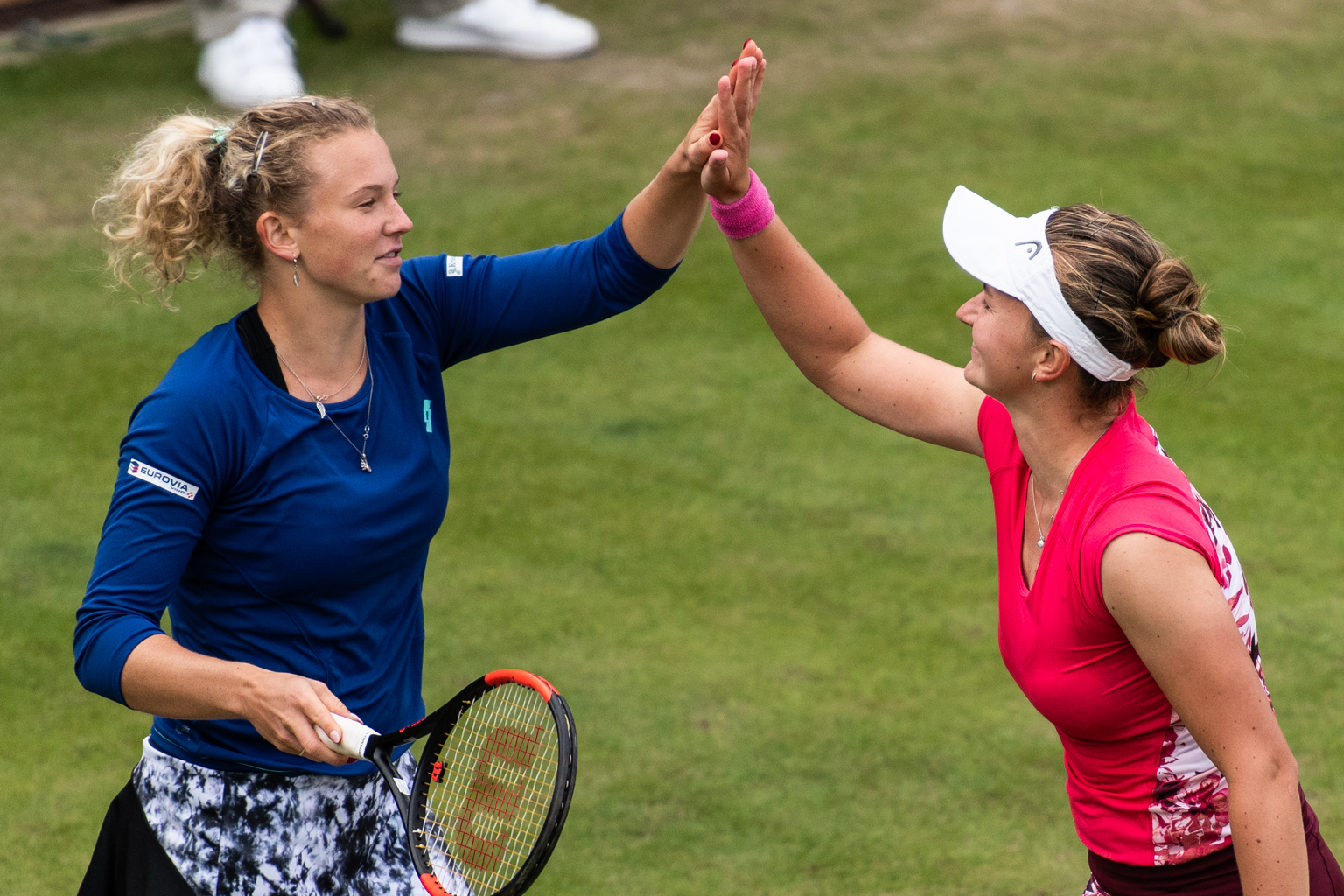
Ve čtyřhře Birmingham Classic 2018 postoupila se Siniakovou do semifinále

Na French Open zvládla na dvanáctý pokus projít kvalifikační sítem grandslamu a zajistit si debut v hlavní soutěži. V prvním kole ji však vyřadila turnajová šestka Karolína Plíšková. Se Siniakovou vyhrála ženskou čtyřhru French Open, když ve čtvrtfinále zdolaly turnajové trojky Andreju Klepačovou s Maríou José Martínezovou Sánchezovou a v semifinále druhé nasazené plzeňské rodačky Andreu Sestini Hlaváčkovou s Barborou Strýcovou. V boji o titul přehrály za 65 minut japonskou dvojici Eri Hozumiová a Makoto Ninomijová po dvousetovém průběhu. Staly se tak třetím ryze českým párem, jenž vyhrál Roland Garros.
Na triumf z Paříže navázaly o měsíc později ve Wimbledonu, když ve finále zdolaly americko-český pár Nicole Melicharová a Květa Peschkeová. Připsaly tzv. Channel Slam, tedy výhru na French Open i Wimbledonu v jednom roce, což naposledy předtím zvládly naposledy Ai Sugijamová s Kim Clijstersovou v roce 2003. Díky oběma triumfům se staly prvním párem, který dokázal ovládnout juniorskou i seniorskou čtyřhru na pařížském i londýnském majoru. Ve vítězné grandslamové šňůře pokračovaly i na US Open, kde postupem do semifinále vyhrály šestnáctý zápas na podnicích velké čtyřky. V boji o finále je zastavily pozdější vítězky Ashleigh Bartyová a Coco Vandewegheová.
Na konci listopadu se staly světovými jedničkami ve čtyřhře žen jako čtrnáctá dvojici na této pozici. Poprvé se kvalifikovaly na závěrečný Turnaj mistryň konaný v Singapuru. Po výhrách nad Melicharovou a Peschkeovou a Strýcovou se Sestini Hlaváčkovou nestačily v boji o titul na Tímeu Babosovou a Kristinu Mladenovicovou. V listopadu se stala součástí vítězného fedcupového týmu, přestože ve finále aktivně nezasáhla do žádného zápasu.

### 2019
V lednu s Američanem Rajeevem Ramem vyhrála smíšenou čtyřhru na Australian Open. Se Siniakovou odešly poraženy z finále čtyřhry BNP Paribas Open v Indian Wells. V dubnu vyhrála dva turnaje okruhu ITF v řadě. Nejdříve ve floridském Palm Harbor s dotací 80 tisíc dolarů, ve finále hladce zdolala nasazenou jedničku Nicole Gibbsovou, když čas utkání činil 58 minut. O týden později přidala celkově dvanáctou trofej v alabamském Pelhamu, na akci s rozpočtem 25 tisíc dolarů. V závěrečném zápase přehrála americkou turnajovou dvojku Caroline Dolehideovou. Na začátku května ovládla turnaj ITF s dotací 60 tisíc dolarů v německém Wiesbadenu po finálovém vítězství nad Ukrajinkou Katarinu Zavackou. V červnovém finále události ITF ve Starých Splavech s rozpočtem 60 tisíc dolarů přehrála Denisu Allertovou.
Premiérovou trofej z kategorie Premier 5 si odvezla ze čtyřhry Rogers Cupu v Torontu, kde se Siniakovou ve finále zdolaly německo-nizozemské turnajové čtyřky Annu-Lenu Grönefeldovou a Demi Schuursovou po dvousetovém průběhu. Druhý sezónní titul přidaly na Upper Austria Ladies Linz 2019 v Linci po výhře nad rakousko-švýcarskou dvojici Barbara Haasová a Xenia Knollová. Již postupem do finále si zajistily účast na Turnaji mistryň.

### 2020: Průlom ve dvouhře
Sezónu rozehrála na události ITF v Hongkongu s dotací 25 tisíc dolarů, kde ve čtvrtfinále podlehla Francouzce Harmony Tanové. Na Shenzhen Open prohrála v kvalifikačním kole s Rumunkou Irinou-Camelií Beguovou. V deblové soutěži získala se Siniakovou titul po finálovém vítězství nad Číňankami Čeng Saj-saj a Tuan Jing-jing.
Na Australian Open prošla podruhé v kariéře z tříkolové kvalifikace do hlavní soutěže; v jejím závěru přehrála Američanku Sachii Vickeryovou. V prvním kole dvouhry pak zdolala Estonku Kaiu Kanepiovou po třísetovém průběhu. Ve druhé fázi však získala jen čtyři gemy na dvacátou pátou nasazenou Rusku Jekatěrinu Alexandrovovou, která prodloužila svou sérii neporazitelnosti na dvanáct zápasů. V melbournském deblu prohrály Krejčíková a Siniaková až v semifinále, když nestačily na Sie Šu-wej a Strýcovou. S Chorvatem Nikolou Mektićem ovládla smíšenou čtyřhru Australian Open, čímž jako první tenistka po 31 letech obhájila melbournský titul. Zopakovala tak výkon své bývalé trenérky Jany Novotné, která ovládla ročníky 1988 a 1989 s Američanem Jimem Pughem. Po boku Čeng Saj-saj odešla jako poražená finalistka z deblové soutěže Dubai Tennis Championships, kde podlehly prvnímu světovému páru Sie Šu-wej a Barbora Strýcová.
Následovalo pětiměsíční přerušení tenisového okruhu pro začínající pandemii covidu-19. Během této pauzy se zúčastnila národních exhibičních turnajů, kde triumfovala na Macha Lake Open ve Starých Splavech. a Moravia Open v Prostějově Prvním profesionálním turnajem po obnovení soutěží se pro ni stal domácí Prague Open. Ve druhém kole sahala po vítězství proti nasazené jedničce a pozdější vítězce Halepové, duel však nakonec prohrála. Ve čtyřhře skončila se Siniakovou v semifinále. Ze strachu z nákazy vynechala US Open. Pařížské French Open představovalo její třetí účast v hlavní soutěži grandslamu a singlový kariérní průlom. Do turnaje vstupovala jako 114. hráčka pořadí, postupně ale vyřadila Ninu Stojanovićovou, nasazenou Barboru Strýcovou a čtvrtfinalistku předcházejícího US Open startující na divokou kartu Cvetanu Pironkovovou. V osmifinále ji vyřadila kvalifikantka a překvapení turnaje Nadia Podoroská. Díky bodovému zisku z Paříže se v novém vydání žebříčku poprvé v kariéře posunula do první stovky hodnocení. V semifinále deblové soutěže dohrály Krejčíková se Siniakovou na raketách pozdějších vítězek Babosové a Mladenovicové po vyrovnané koncovce poměrem 5–7 ve třetím setu. Dobrou formu si Krejčíková přenesla i na podzimní halové turnaje. V dodatečně zařazeném turnaji v Ostravě z kategorie Premier prošla kvalifikací, než ji ve druhém kole vyřadila pozdější finalistka turnaje Viktoria Azarenková ve třech setech. Na Upper Austria Ladies Linz podruhé v kariéře prošla mezi čtyři poslední hráčky, kde ve třech setech nestačila na jedenáctou hráčku světa a vítězku ostravského i lineckého podniku Arynu Sabalenkou. Bodový zisk jí zajistil 65. místo v hodnocení, na kterém ukončila sezónu.

### 2021: Double na French Open a olympijská vítězka ve čtyřhře
Ve dvouhře na Australian Open dohrála ve druhém kole v repríze zápasu ze stejné fáze posledního ročníku turnaje na raketě v Česku žijící Rusky Jekatěriny Alexandrovové. Lépe si vedla v roli třetí nasazené ve čtyřhře. Krejčíková se Siniakovou prošly pavoukem do třetího společného finále tohoto grandslamu. Ve finále je však přehrálo belgicko-běloruské duo Elise Mertensová a Aryna Sabalenková. Do smíšené čtyřhry nastupovala jako dvojnásobná obhájkyně titulu se svým parťákem z roku 2019 Rajeevem Ramem. Přestože se dvojice ocitla ve druhém kole na prahu vyřazení, když musela odvracet mečbol Japoncům Eně Šibaharaové a Benu McLachlanovi, dokázali na turnaji triumfovat, neboť ve finále zdolali Australany Samanthu Stosurovou a Matthewa Ebdena. Krejčíková se díky třetímu titulu v řadě stala druhou ženou po Margaret Courtové, jež tento hattrick dovršila v roce 1965.
Premiérové finále ve dvouhře velkého turnaje si zahrála na Dubai Tennis Championships z kategorie WTA 1000. Na její raketě bez uhraného setu postupně dohrály šestnáctá nasazená Maria Sakkariová, bývalé vítězky Roland Garros Jeļena Ostapenková a Světlana Kuzněcovová, devatenáctiletá Anastasija Potapovová a v semifinále Jil Teichmannová, takže podruhé v kariéře postoupila do singlového finále. Ve finále prohrála více než dvouhodinový duel s turnajovou devítkou Garbiñe Muguruzaovou, přestože měla v závěru prvního setu setbol. Zisk 585 bodů z tohoto turnaje ji na žebříčku WTA katapultoval o 25 příček výše na 38. místo.
Během antukového jara triumfovala spolu se Siniakovou v madridské ženské čtyřhře. Na Rome Masters zaznamenala vůbec první výhru nad hráčkou z první světové desítky, když vyřadila ve druhém kole světovou pětku Sofii Keninovou. V osmifinále měla na dosah vítězství proti úřadující šampionce French Open Świątekové, když měla v závěru druhé sady dva mečboly, nakonec však po téměř třech hodinách odešla poražena. Prvního singlového titulu se dočkala na antuce ve Štrasburku. Ve čtvrtfinále oplatila porážky z posledních dvou ročníků melbournského grandslamu Jekatěrině Alexandrovové a ve finále zdolala Rumunku Soranu Cîrsteaovou. Na Internationaux de Strasbourg se stala třetí českou šampionkou po své bývalé trenérce Janě Novotné a Nicole Vaidišové.

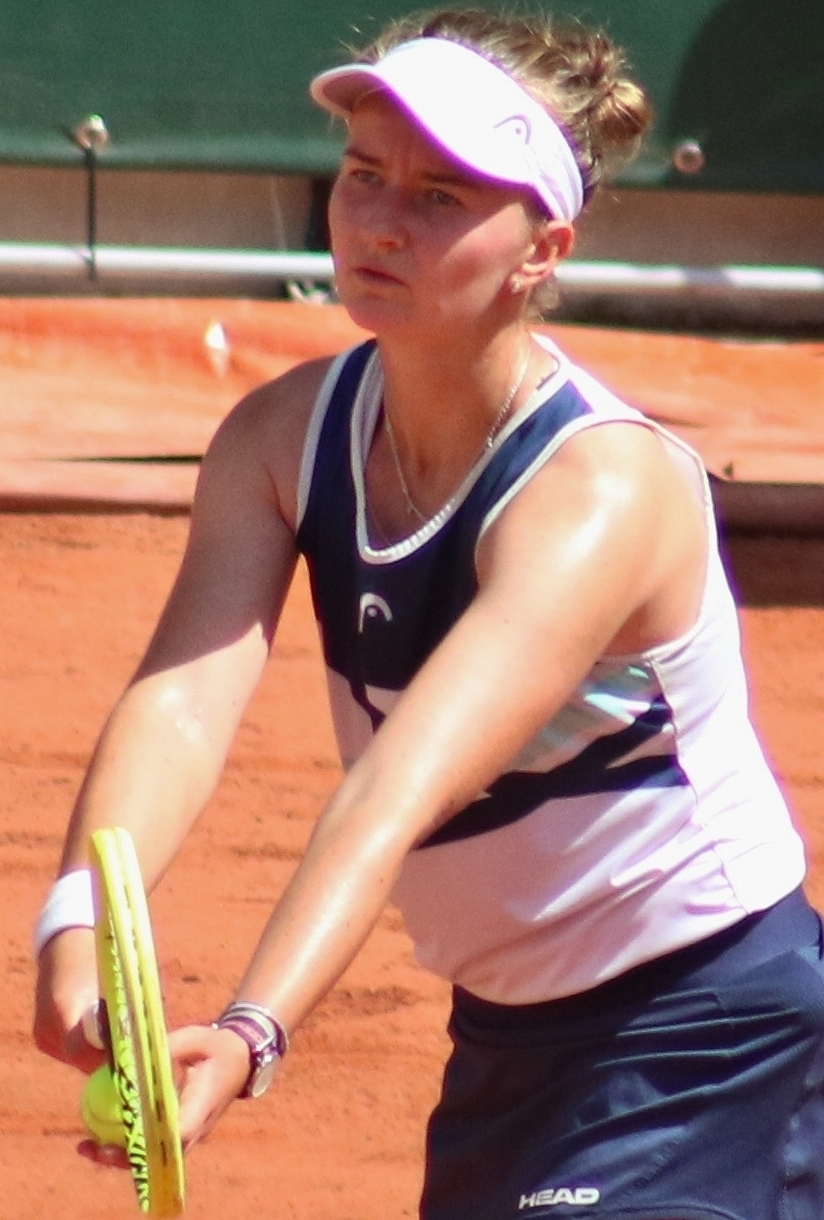
Barbora Krejčíková na French Open 2021, kde vyhrála dvouhru i čtyřhru

Na pařížském červnovém grandslamu nastoupila Krejčíková do tří soutěží. Do hlavní soutěže ženské dvouhry vstupovala jako nenasazená tenistka. V prvním kole otočila po prohrané první sadě zápas s krajankou Kristýnou Plíškovou, ve druhém kole po týdnu opět přehrála Jekatěrinu Alexandrovovou a ve třetím kole dohrála na její raketě pátá nasazená Elina Svitolinová. V osmifinálovém souboji povolila jenom dvě hry bývalé finalistce turnaje a přemožitelce Karolíny Plíškové a Karolíny Muchové Sloane Stephensové. Po zápase uvedla, že se vinou nervozity a strachem z neúspěchu před duelem zamkla v šatně a přemohl ji pláč. V prvním setu čtvrtfinálového utkání proti 17leté Coco Gauffové čelila pěti setbolům, všechny odvrátila a sadu získala v tiebreaku, aby ve druhém setu rychle vedla 5–0 a nakonec zvítězila poměrem 6–3. Ve více než tříhodinové semifinálové bitvě, která se stala nejdelším semifinálovým utkáním v otevřené éře Roland Garros a osmým nejdelším zápasem probíhající sezóny WTA, přehrála Řekyni Marii Sakkariovou poměrem 9–7 v rozhodujícím setu poté, co prohrávala již 3–5 a čelila mečbolu soupeřky. Sama využila svůj pátý mečbol. Přitom již čtvrtý mohl znamenat její vítězství, hlavní rozhodčí ale neuznal, že míč Sakkariové skončil až za čárou. Neoficiální jestřábí oko ukazovalo dopad míče mimo dvorec. Ve finále grandslamu se objevila jako sedmá česká tenistka od roku 1993 a třetí na Roland Garros za posledních sedm ročníků. Její soupeřkou byla také debutantka v této fázi turnaje, Ruska Anastasija Pavljučenkovová. Krejčíková získala během půl hodiny první sadu poměrem 6–1, ruská tenistka si však zlepšeným výkonem vynutila třetí sadu. Rozhodující break získala Češka za stavu 3–3, kdy podruhé v setu sebrala soupeřce podání, a zvítězila 6–4. Stala se první Češkou v historii samostatného českého státu, která French Open ve dvouhře ovládla. Navázala tak na čtyřicet let staré vítězství Hany Mandlíkové z roku 1981. O den později završila double, když po boku Siniakové porazila ve finále pařížské čtyřhry polsko-americký pár Iga Šwiateková a Bethanie Matteková-Sandsová ve dvou setech. Ve smíšené čtyřhře plnila se Slovákem Filipem Poláškem roli turnajových jedniček. Soutěž opustili ve čtvrtfinále, když nevyužili proti Mexičance Giulianě Olmosové a Kolumbijci Juanu Sebastiánu Cabalovi čtyři mečboly.
Na travnatém Wimbledonu postoupila přes Dánku Claru Tausonovou, Němku Andreu Petkovicovou a Lotyšku Anastasiji Sevastovovou do osmifinále. V něm ukončila její 15zápasovou neporazitelnost světová jednička a pozdější vítězka Ashleigh Bartyová, která odvrátila osm z deseti brejkových hrozeb. Další týden se představila na Livesport Prague Open ve Stromovce, poprvé hraném na tvrdém povrchu. Mezi poslední osmičkou na ni deblová spoluhráčka Siniaková získala jen tři gamy. Přes čínskou teenagerku Wang Sin-jü z druhé světové stovky prošla do boje o titul. V něm hladce zdolala krajanku Terezu Martincovou včetně „kanára“ ve druhém setu a připsala si třetí singlovou trofej. Bodový zisk ji posunul na 11. místo žebříčku. V roli osmé nasazené startovala ve dvouhře odloženého olympijského turnaje v Tokiu. Jako světová jedenáctka hladce vyhrála první set třetího kola nad Švýcarkou a pozdější šampionkou Beindou Bencicovou. Na úvod druhé sady sice švýcarské světové dvanáctce prolomila servis, ale ve zbytku utkání získala už jen čtyři gamy. Z předchozích 24 zápasů odešla teprve podruhé poražena. V olympijské čtyřhře vytvořila se Siniakovou nejvýše nasazený pár. Ve čtvrtfinále přehrály Australanky Bartyovou se Sandersovou a v semifinále zástupkyně ruského tenisu Kuděrmetovou s Vesninovou, která obhajovala titul. V závěrečném duelu porazily Švýcarky Bencicovou a Golubicovou po dvousetovém průběhu. Pro Česko tak vybojovaly první zlatou olympijskou medaili v tenise. Ve vydání žebříčku z 9. srpna 2021 se premiérově posunula do první světové desítky, jíž uzavírala.
Jedinou generálkou na newyorský grandslam se stal Western & Southern Open v Cincinnati. Ve čtvrtém kole zvládla třísetové klání se světovou devítkou Garbiñe Muguruzaovou, ale poté opět podlehla Australance Bartyové. V následné klasifikaci se posunula na 9. příčku. US Open představoval první grandslam v kariéře, do něhož zavítala jako členka elitní světové desítky. Vůbec poprvé zasáhla do newyorské hlavní soutěže. Bez ztráty setu postoupila do svého druhého čtvrtfinále na grandslamu po další osmifinálové výhře nad Muguruzaovou. Jednalo se o představoval první vzájemný souboj mezi hráčkami figurujícími do desátého místa na žebříčku WTA na grandslamu od Australian Open 2020. Krejčíková vedla už 6–3 a 4–0, než Španělka získala pět her v řadě a propracovala se při podání Češky ke třem setbolům, jež nedokázala využít. Za stavu 5–6 si Krejčíková vyžádala ošetření, které se v útrobách stadionu protáhlo na osm minut, což Muguruzaová po utkání zkritizovala. Po návratu dokázala česká tenistka vyhrát zkrácenou hru, kvůli špatnému zdravotnímu stavu musela stadion opustit s doprovodem lékaře. Později uvedla, že měla problémy s dýchaním a cítila se, jako kdyby se točil celý svět. Ve čtvrtfinále podlehla světové dvojce Aryně Sabalenkové. Z deblového turnaje odešly se Siniakovou poraženy již v prvním kole.
Roli třetí nasazené plnila na BNP Paribas Open, netradičně hraném v říjnu. V osmifinále ji porazila pozdější vítězka turnaje Paula Badosová. Již 20. září získala jako třetí tenistka jistotu premiérové singlové účasti na Turnaji mistryň, ten rok konaném v mexické Guadalajaře. Ve skupině Teotihuacán odešla poražena ze všech tří utkání, když nestačila na Anett Kontaveitovou, Garbiñe Muguruzaovou ani Karolínu Plíškovou. Chuť si spravila v deblu, když se Siniakovou zdolaly v boji o titul Sie Šu-wej a Elise Mertensovou a společně získaly jubilejní desátou trofej. Již úvodní výhrou nad Fichmanou s Olmosovou získaly Češky jistotu, že se podruhé v kariéře stanou nejlepším párem sezóny. Při závěrečném ceremoniálu pak připomněla historické události Československa pojící se k 17. listopadu. Svojí řečí dojala i trofej předávající Martinu Navrátilovou, která právě kvůli nesvobodnému režimu z Československa emigrovala. Roli týmové jedničky plnila na pražském finálovém turnaji Billie Jean King Cupu. Poté, co prohrála singlové zápasy jak s Kerberovou, tak i Bencicovou, a ani jednou nezasáhla do čtyřhry, přestože členkou týmu byla i její parťačka Siniaková, Česko nepostoupilo ze základní skupiny.

### 2022: Deblová šampionka Australian Open, Wimbledonu a US Open, singlová světová dvojka a zranění lokte
Sezónu otevřela lednovým Sydney Tennis Classic z kategorie WTA 500. Po volném losu přehrála bez ztráty setu Rumunku Jaqueline Cristianovou a Francouzku Caroline Garciaovou. V semifinále odvrátila sedm mečbolů světové sedmičce Anett Kontaveitové a postoupila po zisku dlouhého tiebreaku 14:12 v rozhodující sadě. Ani ve třetím vzájemném duelu pak neporazila Španělku Paulu Badosovou, která o finálové výhře rozhodla opět až ve zkrácené hře rozhodujícího setu. Na Australian Open startovala jako světová i turnajová čtyřka. Ve třetím kole otočila průběh zápasu s Lotyškou Jeļenou Ostapenkovou, která získala úvodní dějství a měla výhodu prolomeného podání ve druhé sadě. Poté dovolila uhrát jen čtyři gamy dvojnásobného šampionce melbournského grandslamu Viktorii Azarenkové. Ve čtvrtfinále však nestačila na padesátou první hráčku žebříčku Madison Keysovou po zhoršeném výkonu v důsledku zdravotních potíží. Trenér Aleš Kartus jí už během utkání doporučoval skrečovat. V melbournské čtyřhře postoupila se Siniakovou do finále bez ztráty setu. Čtvrtý deblový grandslam získaly po závěrečné výhře nad kazachstánsko-brazilskou dvojici Anna Danilinová a Beatriz Haddad Maiová, přestože s nimi prohrály úvodní sadu.
Jako turnajová dvojka startovala na arabských turnajích v Dubaji a Dauhá. V obou případech odešla poražena již v druhého zápasu, do kterého nastoupila – v prvním případě od Dajany Jastremské, ve druhém od Ostapenkové. I přes brzká vypadnutí a neobhájení finálových bodů z předchozího ročníku se stala 28. února poprvé světovou dvojkou ve dvouhře žen se ztrátou téměř tří tisíc bodů na první Bartyovou.
Při absenci Bartyové měla plnit roli nejvýše nasazené na velkém březnovém BNP Paribas Open v Indian Wells. Z turnaje však před jeho rozehráním odstoupila pro zranění lokte. Herní pauza se následně protáhla až do poloviny května, když byla nucena vynechat tři dalších podniky kategorie WTA 1000 v Miami, Madridu a Římě. Odhlášení ze Štrasburku jí znemožnilo poprvé obhajovat titul. Na kurty se vrátila pařížským French Open, i přes herní výpadek stále v roli světové a turnajové dvojky. V úvodním kole podlehla francouzské teenagerce Diane Parryové z konce první světové stovky, přestože hladce vyhrála první sadu a do druhé vstoupila ziskem podání soupeřky. Po Myskinové a Ostapenkové tak jako třetí obhájkyně titulu v historii skončila již v úvodním kole Roland-Garros. Bodová ztráta znamenala opuštění první světové desítky, jejíž členkou se stala v srpnu 2021. Se Siniakovou měla obhajovat i trofej z pařížské čtyřhry. Před rozehráním však měla pozitivní test na covid-19, který znamenal odstoupení Češek z turnaje.

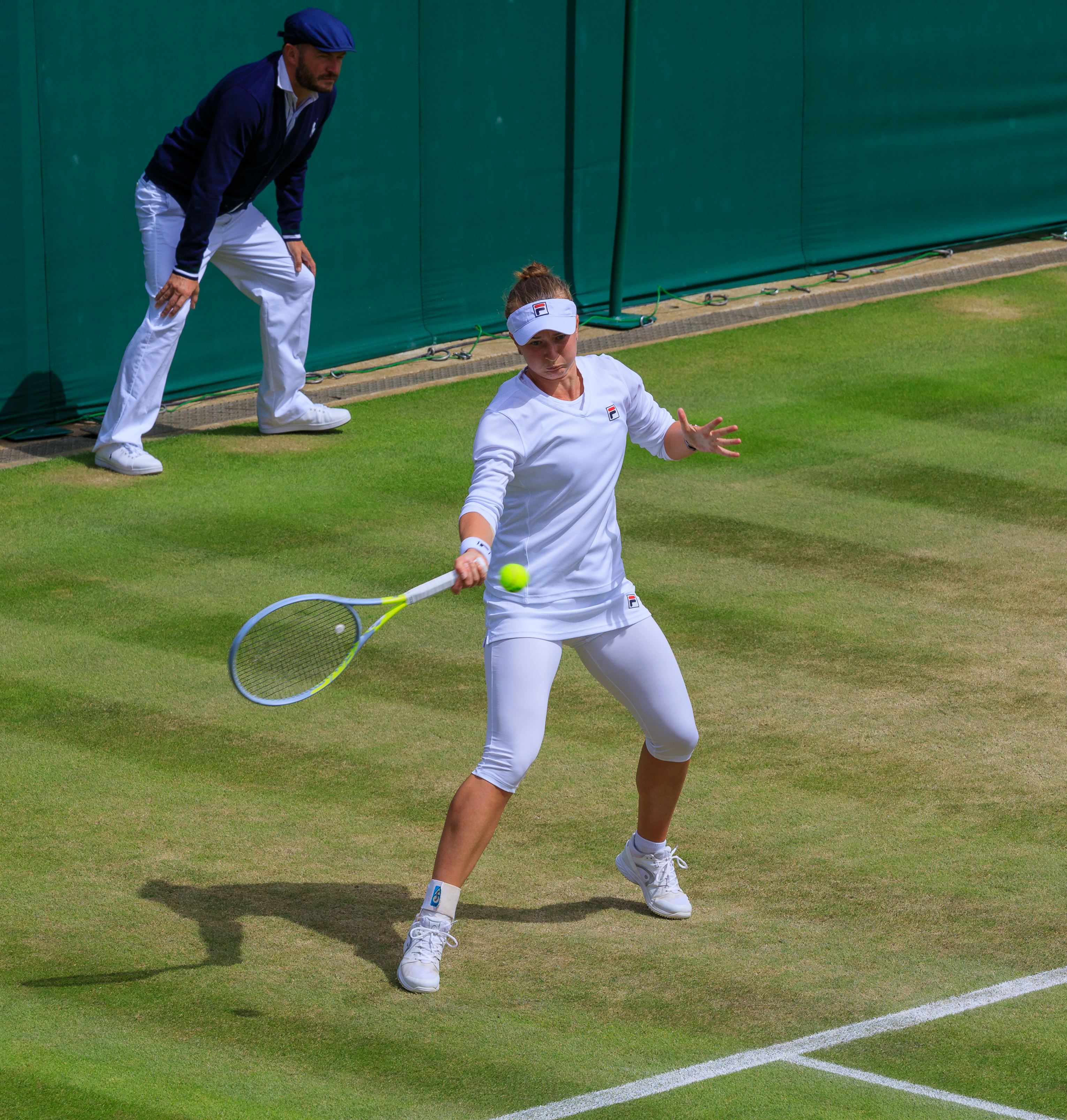
Ve Wimbledonu 2022 vyhrála čtyřhru a skončila ve třetím kole dvouhry

Wimbledonskou generálku odehrála na travnatém Rothesay International Eastbourne, kde v prvním kole podlehla 19leté Ukrajince Kosťukové ve třech setech. Ve čtyřhře skončila v páru s Japonkou Šibaharovou ve čtvrtfinále. Ve Wimbledonu postoupila přes Belgičanku Zanevskou a Švýcarku Golubicovou do třetího kola, kde nestačila na australskou světovou čtyřiačtyřicítku Tomljanovićovou ve třech setech, a neobhájila tak osmifinálovou účast. Do wimbledonské čtyřhry nastoupila poprvé od února se stabilní spoluhráčkou Siniakovou. Na cestě za titulem ztratily jediný set ve čtvrtfinále s desátou nasazenou, americko-australskou dvojicí Melicharová-Martinezová a Perezová. Po ztrátě úvodní sady jim soupeřky prolomily servis i ve druhé, poté Češky nevyužily čtyři brejkboly, a zápas musely otáčet ze stavu gamů 2–4. Po zvládnutém semifinále s turnajovými čtyřkami Ljudmylou Kičenokovou a Ostapenkovou postoupily do šestého grandslamového finále. V něm přehrály belgicko-čínské nasazené jedničky Mertensovou s Čangovou. Navázaly tak na wimbledonskou trofej z roku 2018. Z All England Clubu odjížděly s celkovou zápasovou bilancí 17–3. Krejčíková a Siniaková se staly šestou dvojicí v otevřené éře, která vyhrála alespoň pět grandslamových trofejí. Wimbledon ovládly jako druhý český pár podruhé, po triumfech Novotné se Sukovou z let 1989 a 1990. Právě za nimi figurovaly na 3. a 4. příčce v žebříčku deblových grandslamových trofejí českých tenistek. Napříč soutěžemi Krejčíková získala devátý grandslamový titul.
Na antukovém Hungarian Grand Prix ji časnou porážku přivodila Číňanka Wang Si-jü z druhé světové stovky a ve čtvrtfinále Hamburg European Open uhrála jen čtyři gamy na Anastasiji Potapovovou. V roli obhájkyně titulu Livesport Prague Open zavítala do Stromovky. Po výhře nad Annou Blinkovovou však ve třech setech nestačila na Japonku Nao Hibinovou, jíž patřila až 251. příčka žebříčku. V průběhu utkání hůře podávala, dopouštěla se zbytečných nevynucených chyb a využila jen sedm z dvaadvaceti nabídnutých brejkbolů. První kola nepřešla na severoamerických betonech National Bank Open a Western & Southern Open, kde vypadla s členkami elitní dvacítky Karolínou Plíškovou, respektive Veronikou Kuděrmetovovou. Druhé zápasy nezvládla na navazujících turnajích, clevelandském Tennis in the Land a grandslamovém US Open. Přestože v newyorském klání získala úvodní sadu, Srbce Aleksandře Krunićové z konce první světové stovky podlehla po 38 nevynucených chybách.
Zlepšení formy prožila v podzimní části evropské sezóny, když šňůrou devíti výher ovládla dva turnaje v řadě. Čtvrtou trofej vybojovala na úvodním ročníku Tallinn Open. Do semifinále prošla přes brazilskou světovou patnáctku Beatriz Haddad Maiovou. V něm svedla třísetovou bitvu trvající 3:22 hodiny se čtrnáctou ženou klasifikace Belindou Bencicovou. Ve třetím vzájemném klání Švýcarku poprvé porazila díky šestému využitému mečbolu. V celém průběhu přitom ztratila jen jediné podání a využila tři z dvaceti brejkbolů. V závěrečném střetnutí pak zdolala estonskou světovou čtyřku Anett Kontaveitovou po dvousetovém průběhu a připsala si druhé vítězství nad členkou Top 5. Další týden startovala na ostravském AGEL Open, na němž – po vítězství nad americkou kvalifikantkou Alyciou Parksovou – postoupila mezi poslední čtveřici. V tiebreaku druhé semifinálové sady proti úřadující wimbledonské šampionce Jeleně Rybakinové se ocitla dva míče od vyřazení. Zvládnutou koncovkou si vynutila třetí dějství, které ovládla. Kazachstánka během duelu nastřílela sedmnáct es. Krejčíková triumfovala i ve druhém vzájemném měření sil, přestože se dopustila devíti dvojchyb. Ve finále pak premiérově v kariéře zdolala členku světové trojky i světovou jedničku, Polku Igu Świątekovou po třísetové bitvě. Z třetího vzájemného utkání vyšla poprvé jako vítězka. Odvezla si tak první trofej z kategorie WTA 500 a druhou z turnaje hraného na českém území. Po skončení se vrátila do elitní světové dvacítky na pozici české jedničky, když figurovala na 14. místě žebříčku. Časem 3 hodin a 16 minut utkání vyrovnalo nejdelší finále sezóny na Internationaux de Strasbourg. Na dodatečně zařazeném, posledním řádném turnaji sezóny Guadalajara Open Akron v kategorii WTA 1000 vypadla v úvodním kole s hráčkou z osmé světové desítky Annou Kalinskou. Ruska tak v prvním vzájemném duelu ukončila její devítizápasovou neporazitelnost.

### 2023: Vítězka Dubai Tennis Championships a návrat do první desítky
Sedmý grandslamový titul ve čtyřhře a čtvrtý z po sobě následujících čtyř společných účastí vybojovala s Kateřinou Siniakovou na Australian Open. Ve finále porazily Japonky Šúko Aojamovou s Enou Šibaharaovou. Jako čtvrtý pár otevřené éry vyhrály čtvrtý grandslam v řadě, do něhož nastoupily. Po skončení již držely 24zápasovou neporazitelnost v této nejvyšší kategorii tenisu. 

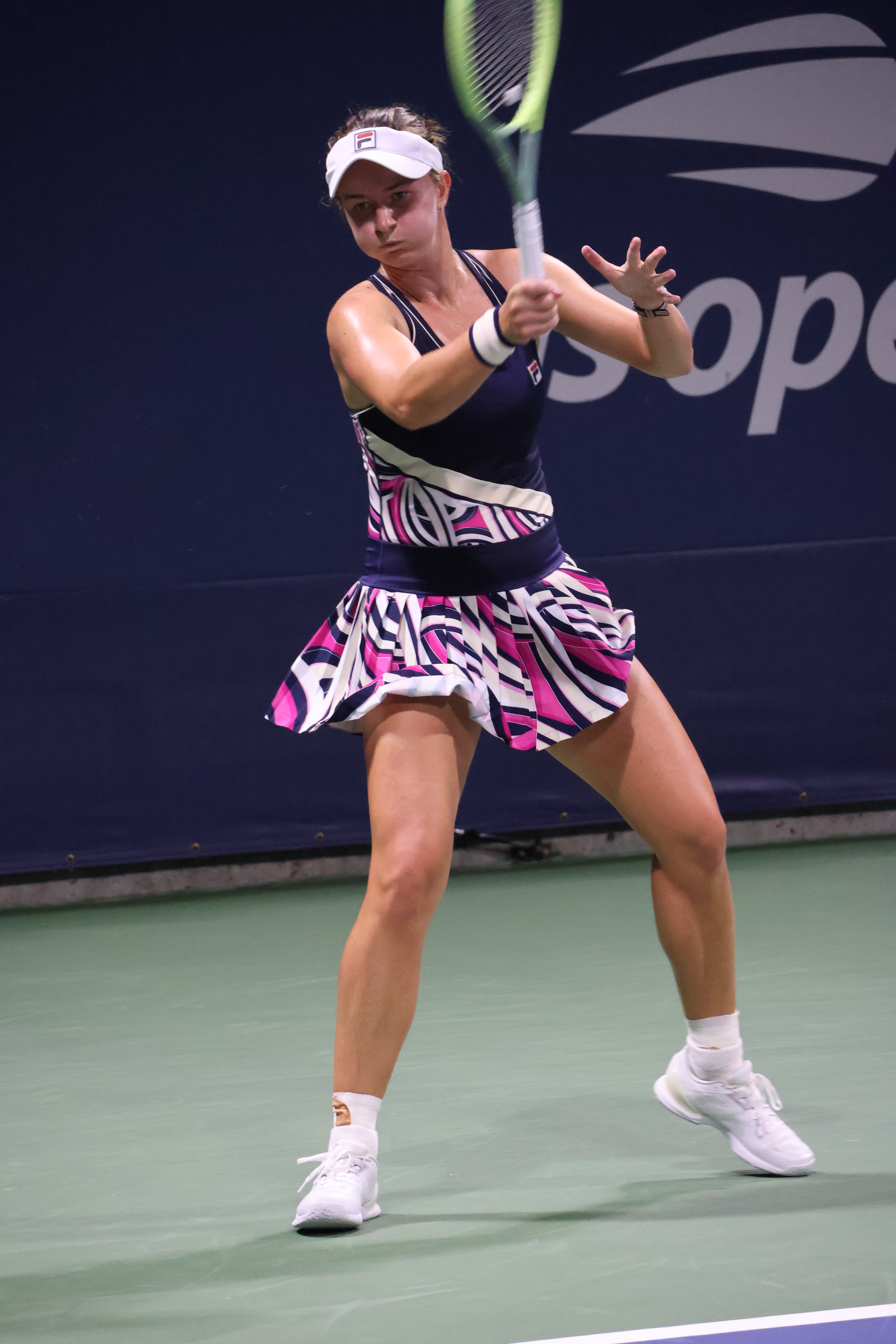
V úvodu US Open 2023 podlehla Lucii Bronzettiové

Na Dubai Tennis Championships přijela jako nenasazená. Na její raketě v prvním kole dohrála Rumunka Irina-Camelia Beguová, následně přehrála světovou osmičku Darju Kasatkinovou, proti níž odvrátila čtyři mečboly a v prvním vzájemném utkání dvou českých grandslamových šampionek turnajovou dvanáctku Petru Kvitovou. Mezi poslední osmičkou přivodila první sezónní prohru světové dvojce Aryně Sabalenkové, přestože již prohrávala 0–6 a 1–3. V semifinále oplatila porážku z lednového Australian Open světové trojce Jessice Pegulaové a po dvou letech postoupila v Dubaji do souboje o titul. V něm porazila světovou jedničku Igu Świątekovou, zopakovala  tak vítězství z finále ostravského AGEL Open 2022 a získala první turnajové vítězství v kategorii WTA 1000 a první mimo Evropu. Bodový zisk ji posunul z třicátého na šestnácté místo žebříčku, mezi krajanky Kvitovou a Plíškovou. Na turnaji jako pátá tenistka v historii porazila jediném turnaji porazila první, druhou i třetí ženu světové klasifikace.
Na French Open skončila v prvním kole dvouhry i čtyřhry. V singlu ji vyřadila Ukrajinka Lesja Curenková ve dvou setech. V deblu, kde usilovaly se Siniakovou o nekalendářní grandslam, jim první porážku v sezóně přivodily Ulrikke Eikeriová s Eri Hozumiovou.
První finále na trávě a celkové desáté ve dvouhře si zahrála v Birminghamu. Ve finále podlehla Lotyšce Jeļeně Ostapenkové. Po skončení se na týden poprvé od června 2022 vrátila do elitní světové desítky. V navazujícím finále vyhrála deblovou soutěž. Podruhé v kariéře tak na jediném turnaji postoupila do finále obou soutěží. Ve Wimbledonu skrečovala po ztrátě úvodní sady s 16letou kvalifikantkou Mirrou Andrejevovou duel druhého kola kvůli píchání v kotníku, možnému zranění, které si přivodila v úvodním zápase. Kvůli zranění pak neobhajovala deblový titul se Siniakovou.
Sérii čtyř proher přerušila na San Diego Open, kde získala sedmý kariérní titul. Ve finále porazila Američanku Sofii Keninovou. Bodový zisk jí podruhé v sezóně zajistil na jeden týden návrat do první světové desítky, kterou v následném vydání žebříčku uzavírala. Triumfem v ženské čtyřhře s Kateřinou Siniakovou zkompletovala druhý kariérní „double“ – tedy vítězství na jednom turnaji ve dvouhře i ve čtyřhře. Předtím se jí to podařilo na French Open 2021.
Premiérová účast na obnoveném China Open znamenala prohru v prvním kole, když tentokrát v dohraném zápase uhrála na 16letou Mirru Andrejevovou jenom čtyři hry. Lépe si vedla na následném Zhengzhou Open, kde coby sedmá nasazená prošla bez ztráty jediného setu do finále. V něm ji přehrála 21letá Čeng Čchin-wen po téměř dvou a půl hodinách. Dále zasáhla do obnoveného WTA Elite Trophy v čínské Ču-chaji, kde plnila při absenci několika hráček roli turnajové jedničky. Na úvod základní skupiny porazila Linetteovou, než jí 11 dní starou porážku ze semifinále v Čeng-čou vrátila Kasatkinová. Prohra znamenala nepostup do vyřazovací fáze, přesto jí bodový zisk zajistil návrat do první světové desítky, kterou uzavírala, a to pouhých 35 bodů před jedenáctou Beatriz Haddad Maiovou. Pozici udržela i v závěrečném vydáním žebříčku a stala se tak jednou ze tří Češek, společně s Vondroušovou a Muchovou, zakončila tuto sezónu mezi top 10. Méně úspěšně se jí dařilo ve čtyřhře, když se Siniakovou na Turnaji mistryň v mexickém Cancúnu skončily již v základní skupině a po čtyřech letech byla na konci roku klasifikována mimo první desítku, a to na 13. pozici. Následně absolvovala druhý přelet během tří týdnů – z Ču-chaje do Cancúnu a následně do Sevilly na finálovou část Billie Jean King Cupu, kde plnila roli týmové dvojky. V základní fázi nastoupila jenom do dvou úspěšných čtyřech proti Švýcarsku a Spojeným státům, když ve druhém případě rozhodla o postupu týmu do semifinále. V něm poslala Češky v souboji s Kanadou do vedením výhrou nad Marinou Stakusicovou, aby v rozhodující čtyřhře se Siniakovou nestačily na Dabrowskou s Fernandezovou po dvou nezvládnutých koncovkách setů. Následně oznámily, že po šesti letech nebudou nadále tvořit deblový pár.

### 2024: Zdravotní problémy, propad mimo první třicítku a vítězka Wimbledonu
Do sezóny 2024 vstoupila prohrou v prvním kole v Adelaide, když podlehla kvalifikantce Anně Kalinské z osmé desítky žebříčku. Prohraným setem proti japonské divoké kartě Mai Hontamové vstoupila do Australian Open, aby následně utkání otočila a zvítězila. Na pokraji vyřazení byla znovu ve třetím kolem proti australské kvalifikantce Storm Hunterové, proti které musela ve druhém setu odvracet brejkboly, jejichž proměnění by Australance umožnilo podávat na vítězství v zápase. V osmifinále na třetí pokus zdolala 16letou Mirru Andrejevovou a v Melbourne postoupila podruhé v kariéře mezi poslední osmičku. V něm byla nad její síly světová dvojka, obhájkyně titulu a pozdější šampionka Aryna Sabalenková. Do ženské čtyřhry nastoupila s novou parťačkou Laurou Siegemundovou. Ve čtvrtfinále podlehla své bývalé dlouholeté parťačce Siniakové a její nové spoluhráčce Hunterové. Bodová ztráta za neobhájený titul znamenala propad do třetí světové desítky.
Po prohře ve čtvrtfinále Mubadala Abu Dhabi Open se kvůli zranění zad odhlásila z několika turnajů spadajících do kategorie WTA 1000, včetně Dubai Tennis Championships, kde obhajovala titul. Na kurty se vrátila až během antukového jara, ovšem ani na jednom turnaji nedokázala ve dvouhře zvítězit ani v jednom zápase. Singlové trápení vyvrcholilo na French Open, kde i třetí rok po svém triumfu v roce 2021 prohrála v prvním kole, když nestačila na Viktoriji Golubicovou. Ve čtyřhře si nejlépe vedla v Madridu, kde se Siegemundovou postoupily do prvního společného finále, v němž podlehly Španělkám Bucșové se Sorribesovou Tormovou. Grandslamová čtyřhra pro ně skončila ve třetím kole.
První výhru v dohraném zápase od Australian Open zaznamenala na travnatém Rothesay Classic Birmingham, kde postoupila do čtvrtfinále. Do Wimbledonu tak vstupovala s bilancí 7–9 ve dvouhře. V prvním kole zdolala po více než třech hodinách Rusku Veroniku Kuděrmetovovou, když zvládla lépe koncovku třetího setu. Ve druhém kole ve dvou tiebreacích porazila Katie Volynetsovou, ve třetím kole jí skrečovala duel přemožitelka obhájkyně titulu Vondroušové z prvního kola Jéssica Bouzasová Maneirová. V osmifinále poprvé v probíhající sezóně porazila hráčku z první světové dvacítky, když ve dvou setech porazila světovou jedenáctku Danielle Collinsovou, čímž zkompletovala sbírku čtvrtfinálových singlových účastí na všech majorech. Na její raketě ve čtvrtfinále potřetí v kariéře dohrála Lotyška Jeļena Ostapenková, která do té doby na turnaji neztratila ani set. V semifinále otočila nepříznivě vyvíjející se utkání se světovou čtyřkou a favorizovanou Kazachstánkou Jelenou Rybakinovou, proti které zaznamenala první výhru nad takto vysoko postavenou hráčkou od února 2023. V souboji o titul pak přehrála světovou sedmičku Jasmine Paoliniovou ve třech sadách, když rozhodující brejk získala za stavu 3–3 a sama pak za stavu 5–4 odvrátila dvě šance Italky na návrat do zápasu. Po Janě Novotné, Petře Kvitové a Markétě Vondroušové stala čtvrtou českou wimbledonskou vítězkou. V rámci samostatného Česka představovala prvního tenistu, který ovládl dva různé grandslamy ve dvouhře. Bodový zisk znamenal návrat do první světové desítky, kde předtím figurovala na začátku ledna 2024.
Na pražském turnaji, konaném týden po Wimbledonu, měla původně nastoupit i do dvouhry, kvůli nabitému programu ale zúčastnila pouze deblové soutěže, když spojila znovu síly se Siniakovou. Jako nasazené jedničky triumfovaly ve finále nad Bethanie Mattekovou-Sandsovou a Lucií Šafářovou. Společná účast byla generálkou na navazující pařížskou olympiádu, kde Krejčíková zasáhla do dvou soutěží. Ve čtyřhře, kde obhajovaly se Siniakovou zlato, podlehly ve čtvrtfinále Miře Andrejevové s Dianou Šnajderovou. Mezi poslední osmičku se probila i ve dvouhře, kde ji ve dvou setech zastavila Slovenka Anna Karolína Schmiedlová.
Na dvorce se následně vrátila o téměř měsíc později na US Open, kde ve druhém kole podlehla rumunské kvalifikantce Ruseové. Bez výhry skončila na velkých čínských turnajích z kategorie WTA 1000. V Pekingu podlehla v prvním zápase Jaqueline Cristianové, když nevyužila čtyři mečboly, o dva týdny později ve Wu-chanu byla nad její síly Hailey Baptisteová. Jedinou výhru zaznamenala na Ningbo Open, když zdola Ma Jie-sin z třetí světové stovky, než v dalším kole nedohrála utkání s Mirrou Andrejevovou.
Přestože nefigurovala v hodnocení WTA Race ani v prvním desítce, díky novému pravidlu, které zajišťovalo grandslamovým vítězkám z dané sezóny figurujícím do 20. místa pořadí účast na Turnaji mistryň, si 16. října zajistila druhou účast na závěrečné události roku ve dvouhře. V základní skupině na úvod neudržela vedení proti světové dvojce Świątekové, byť vedla o set a o dva brejky ve druhém setu. Následně si však připsala vůbec první kariérní výhru na závěrečné události roku, když ve dvou setech přehrála Pegulaovou. Postup ze skupiny do semifinále si pak zajistila závěrečnou dvousetovou výhrou nad Gauffovou, a to jako celková vítězka skupiny, když měla nejlepší poměr setů v porovnání s Gauffovou a Świątekovou. V roli 13. hráčky světa se tak stala nejníže postavenou semifinalistkou Turnaje mistryň od čtrnácté ženy klasifikace Sandrine Testudové v roce 2001 a první hráčkou postavenou mimo Top 10 od Jeleny Dementěvové v roce 2000, která na turnaji vyhrála dva zápasy. V boji o postup do finále byla nad její síly Čeng Čchin-wen. Bodový zisk jí však zajistil, že sezónu ukončila na 10. místě konečného hodnocení.

### 2025: Další zdravotní problémy a herní pauza
Kvůli pokračujícímu zranění zad z konce předchozí sezóny se na začátku ledna nezúčastnila žádného přípravného turnaje na australském kontinentu a odhlásila se i z prvního grandslamu sezóny. Bodová ztráta za neobhájené čtvrtfinále způsobila propad z první desítky světové klasifikace. Následně se odhlásila z velkých turnajů na Arabském poloostrově a Severní Americe. Přestože se spekulovalo o jejím návratu již na začátku antukového jara, vynechala i dubnové akce.

## Soukromý život
Narodila se roku 1995 v Brně, má dva starší sourozence. V raném dětství se s rodinou přestěhovala do Ivančic, kde vyrůstala a začínala s tenisem. V letech 2007–2015 vystudovala tamní všeobecné Gymnázium Jana Blahoslava.

## Ocenění
V anketě Zlatý kanár byla oceněna mezi juniorkami za rok 2011 v kategorii Talent roku. V letech 2018, 2019, 2021 a 2022 s Kateřinou Siniakovou zvítězila v kategorii deblový pár roku a v ročnících 2021 a 2024 se stala nejlepší českou tenistkou. V letech 2021 a 2024 vyhrála hlavní kategorii Zlatý kanár. V anketě Sportovec roku byla se Siniakovou oceněna mezi jednotlivci na 9. místě v roce 2018, na 5. příčce roku 2021, kdy navíc sama skončila druhá za judistou Krpálkem, a v následujícím ročníku 2022 obě jako pár obsadily 2. pozici za Ledeckou. V roce 2018 se stala členkou fedcupového týmu, který vyhrál kategorii kolektivů. 
Ženská tenisová asociace Krejčíkovou a Siniakovou vyhlásila párem roku v letech 2018, 2021 a 2022. V ročníku 2021 získala ocenění i jako hráčka s největším zlepšením. V sezónách 2018, 2021 a 2022 se obě také staly mistryně světa ITF ve čtyřhře.
Za významné úspěchy v oblasti sportu obdržela v roce 2022 Cenu města Brna udělenou za rok 2021.

## Hráčské statistiky

### Finále na Grand Slamu

#### Ženská dvouhra: 2 (2–0)
| Stav    | rok  | turnaj      | povrch | soupeřka ve finále         | výsledek      |
| ------- | ---- | ----------- | ------ | -------------------------- | ------------- |
| Vítězka | 2021 | French Open | antuka | Anastasija Pavljučenkovová | 6–1, 2–6, 6–4 |
| Vítězka | 2024 | Wimbledon   | tráva  | Jasmine Paoliniová         | 6–2, 2–6, 6–4 |

#### Ženská čtyřhra: 8 (7–1)
| Stav       | rok  | turnaj              | povrch | spoluhráčka        | soupeřky ve finále                         | výsledek           |
| ---------- | ---- | ------------------- | ------ | ------------------ | ------------------------------------------ | ------------------ |
| Vítězka    | 2018 | French Open         | antuka | Kateřina Siniaková | Eri Hozumiová Makoto Ninomijová            | 6–3, 6–3           |
| Vítězka    | 2018 | Wimbledon           | tráva  | Kateřina Siniaková | Květa Peschkeová Nicole Melicharová        | 6–4, 4–6, 6–0      |
| Finalistka | 2021 | Australian Open     | tvrdý  | Kateřina Siniaková | Elise Mertensová Aryna Sabalenková         | 2–6, 3–6           |
| Vítězka    | 2021 | French Open (2)     | antuka | Kateřina Siniaková | Bethanie Matteková-Sandsová Iga Świąteková | 6–4, 6–2           |
| Vítězka    | 2022 | Australian Open     | tvrdý  | Kateřina Siniaková | Anna Danilinová Beatriz Haddad Maiová      | 6–7(3–7), 6–4, 6–4 |
| Vítězka    | 2022 | Wimbledon (2)       | tráva  | Kateřina Siniaková | Elise Mertensová Čang Šuaj                 | 6–2, 6–4           |
| Vítězka    | 2022 | US Open             | tvrdý  | Kateřina Siniaková | Caty McNallyová Taylor Townsendová         | 3–6, 7–5, 6–1      |
| Vítězka    | 2023 | Australian Open (2) | tvrdý  | Kateřina Siniaková | Šúko Aojamová Ena Šibaharaová              | 6–4, 6–3           |

#### Smíšená čtyřhra: 3 (3–0)
| Stav    | rok  | turnaj              | povrch | spoluhráč     | soupeři ve finále                     | výsledek         |
| ------- | ---- | ------------------- | ------ | ------------- | ------------------------------------- | ---------------- |
| Vítězka | 2019 | Australian Open     | tvrdý  | Rajeev Ram    | Astra Sharmaová John-Patrick Smith    | 7–6(7–3), 6–1    |
| Vítězka | 2020 | Australian Open (2) | tvrdý  | Nikola Mektić | Bethanie Mattek-Sandsová Jamie Murray | 5–7, 6–4, [10–1] |
| Vítězka | 2021 | Australian Open (3) | tvrdý  | Rajeev Ram    | Samantha Stosurová Matthew Ebden      | 6–1, 6–4         |

### Chronologie výsledků na Grand Slamu

#### Ženská dvouhra
| Grand Slam      |     |     |     |     |         |     |         |         |         |         |         |         |        |       |
| Australian Open | A   | Q2  | Q3  | Q2  | Q3      | Q2  | 2. kolo | 2. kolo | ČF      | 4. kolo | ČF      | A       | 0 / 5  | 13–5  |
| French Open     | A   | Q2  | A   | A   | 1. kolo | Q1  | 4. kolo | Vítěz   | 1. kolo | 1. kolo | 1. kolo | 2. kolo | 1 / 7  | 11–6  |
| Wimbledon       | A   | Q1  | Q1  | Q2  | A       | A   | NH      | 4. kolo | 3. kolo | 2. kolo | Vítěz   | 3. kolo | 1 / 5  | 15–4  |
| US Open         | Q3  | Q1  | A   | Q1  | Q1      | Q2  | A       | ČF      | 2. kolo | 1. kolo | 2. kolo |         | 0 / 4  | 6–4   |
| výhry–prohry    | 0–0 | 0–0 | 0–0 | 0–0 | 0–1     | 0–0 | 4–2     | 15–3    | 7–4     | 4–4     | 12–3    | 3–2     | 2 / 21 | 45–19 |

#### Ženská čtyřhra
| Turnaj          | 2015    | 2016    | 2017    | 2018    | 2019    | 2020 | 2021    | 2022  | 2023    | 2024    | 2025    | SR     | V–P   |
| --------------- | ------- | ------- | ------- | ------- | ------- | ---- | ------- | ----- | ------- | ------- | ------- | ------ | ----- |
| Grand Slam      |         |         |         |         |         |      |         |       |         |         |         |        |       |
| Australian Open | A       | 2. kolo | 2. kolo | 3. kolo | ČF      | SF   | F       | Vítěz | Vítěz   | ČF      | A       | 2 / 9  | 31–7  |
| French Open     | 1. kolo | SF      | 3. kolo | Vítěz   | 1. kolo | SF   | Vítěz   | A     | 1. kolo | 3. kolo | A       | 2 / 9  | 24–7  |
| Wimbledon       | A       | 1. kolo | 1. kolo | Vítěz   | SF      | NH   | ČF      | Vítěz | A       | ČF      | 3. kolo | 2 / 8  | 22–5  |
| US Open         | A       | ČF      | 3. kolo | SF      | A       | A    | 1. kolo | Vítěz | 2. kolo | A       |         | 1 / 6  | 16–5  |
| výhry–prohry    | 0–1     | 8–4     | 5–4     | 18–2    | 7–3     | 8–2  | 12–3    | 18–0  | 7–2     | 8–3     | 2–0     | 7 / 32 | 92–24 |

Vysvětlivky
1. ↑  Odstoupení před 3. kolem Wimbledonu 2025 nebylo započítáno jako porážka.

#### Smíšená čtyřhra
| Turnaj          | 2016    | 2017    | 2018 | 2019  | 2020  | 2021  | 2022 | 2023 | 2024    | 2025 | SR     | V–P  |
| --------------- | ------- | ------- | ---- | ----- | ----- | ----- | ---- | ---- | ------- | ---- | ------ | ---- |
| Australian Open | A       | 1. kolo | A    | Vítěz | Vítěz | Vítěz | A    | A    | A       | A    | 3 / 4  | 15–1 |
| French Open     | A       | 1. kolo | A    | A     | NH    | ČF    | A    | A    | 2. kolo | A    | 0 / 3  | 2–2  |
| Wimbledon       | 2. kolo | 3. kolo | A    | A     | NH    | A     | A    | A    | A       | A    | 0 / 2  | 2–2  |
| US Open         | ČF      | A       | A    | A     | NH    | A     | A    | A    | ČF      |      | 0 / 2  | 4–2  |
| Výhry–prohry    | 3–2     | 1–3     | 0–0  | 5–0   | 5–0   | 6–1   | 0–0  | 0–0  | 0–0     | 3–1  | 3 / 11 | 23–7 |

Vysvětlivky
1. ↑  Odstoupení před utkáním druhého kola není započítáno jako prohra.

| Legenda | Legenda                                   | Legenda | Legenda                     |
| ------- | ----------------------------------------- | ------- | --------------------------- |
| SR      | poměr vyhraných turnajů ku všem odehraným | W–L V–P | výhry–prohry                |
| NH      | daný rok se turnaj nekonal                | A       | turnaje se hráč nezúčastnil |
| 1Q / LQ | prohra v (kole) kvalifikace               | 1k / 1R | prohra v daném kole turnaje |
| QF / ČF | prohra ve čtvrtfinále                     | SF      | prohra v semifinále         |
| F       | prohra ve finále                          | Vítěz   | vítězství v turnaji         |